# 해남교통
해남교통(海南交通)은 전라남도 해남군의 농어촌버스 회사이고, 본사는 전라남도 해남군 해남읍 신안길 2에 위치해 있다.

## 연혁
- 1988년 4월 9일: 회사 설립[1]

## 주요 차량
- 현대 카운티 뉴 브리즈
- 현대 그린시티
- 자일대우 레스타
- 자일대우 NEW BS090
- 현대 일렉시티 타운